# Liste des plages de Minorque

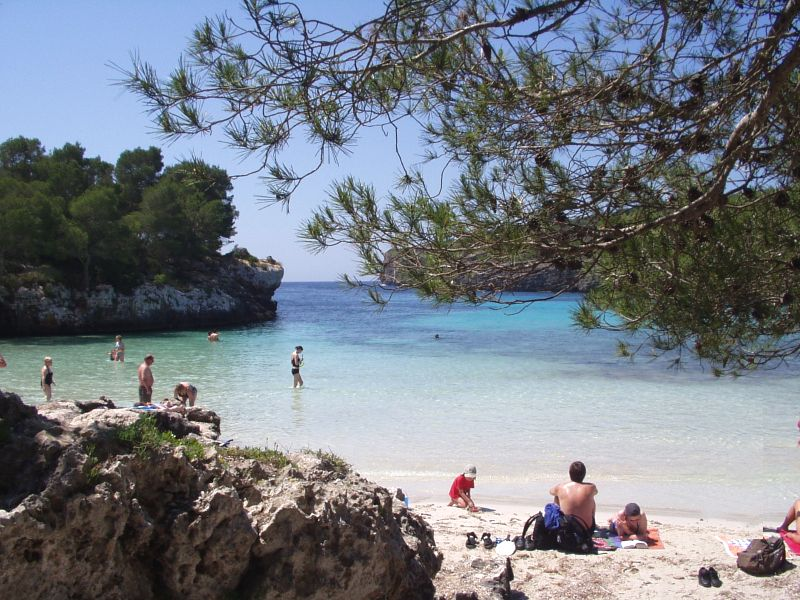
Cala en Turqueta (Ciutadella)

Liste des plages de Minorque dans le sens des aiguilles d'une montre:

## Liste
| Nom                                                                                       | Sol et environnement      | Longueur × largeur (m) | Localisation                                                | Code        | Image                                   |
| ----------------------------------------------------------------------------------------- | ------------------------- | ---------------------- | ----------------------------------------------------------- | ----------- | --------------------------------------- |
| Cala Pedrera o Cala Padera                                                                | Rochers, urbain           | 41 × 50                | Es Castell 39° 52′ 30″ N, 4° 17′ 43″ E                      | PL-IB-72001 | Cala Pedrera (es Castell)               |
| Cala de Sant Esteve                                                                       | Rochers, urbain           | 61 × 106               | Es Castell 39° 51′ 50″ N, 4° 17′ 55″ E                      | PL-IB-72002 |                                         |
| Cala Alcaufar o Cala Alcalfar                                                             | Sable, urbain             | 35 × 40                | Sant Lluís 39° 49′ 44″ N, 4° 17′ 33″ E                      | PL-IB-71001 | Cala Alcaufar (Sant Lluís)              |
| Platja de Punta Prima                                                                     | Sable, urbain             | 200 × 75               | Sant Lluís 39° 48′ 49″ N, 4° 16′ 49″ E                      | PL-IB-71002 | Platja de Punta Prima (Sant Lluís)      |
| Cala de Binibèquer o Binibeca Nou                                                         | Sable, urbain             | 400 × 40               | Sant Lluís 39° 49′ 00″ N, 4° 14′ 24″ E                      | PL-IB-71003 | Cala de Binibèquer (Sant Lluís)         |
| Caló Fondo o Racó Fondo                                                                   | Rochers, semiurbain       | 150 × 10               | Sant Lluís 39° 49′ 23″ N, 4° 13′ 33″ E                      | PL-IB-71005 | Caló Fondo (Sant Lluís)                 |
| Binibèquer Vell o Binibeca Vell                                                           | Sable, urbain             | 40 × 20                | Sant Lluís 39° 49′ 28″ N, 4° 13′ 27″ E                      | PL-IB-71004 |                                         |
| Cala Binissafúller o Platja de Binissafúller, Binissafua                                  | Sable, semiurbain         | 55 × 40                | Sant Lluís 39° 49′ 45″ N, 4° 13′ 07″ E                      | PL-IB-71006 | Cala Binissafúller (Sant Lluís)         |
| Caló Blanc o Cala Blanc                                                                   | Rochers, semiurbain       | 50 × 20                | Sant Lluís 39° 49′ 43″ N, 4° 12′ 34″ E                      | PL-IB-71007 | Caló Blanc (Sant Lluís)                 |
| Cala Binidalí                                                                             | Sable, naturel            | 20 × 46                | Maó 39° 50′ 04″ N, 4° 11′ 53″ E                             | PL-IB-70103 |                                         |
| Es Canutells o Cala Canutells                                                             | Sable, semiurbain         | 60 × 50                | Maó 39° 51′ 09″ N, 4° 10′ 06″ E                             | PL-IB-70104 | Es Canutells (Maó)                      |
| Cales Coves o Calescoves                                                                  | Gravier, naturel          | 50 × 30                | Alaior 39° 53′ 28″ N, 4° 04′ 55″ E                          | PL-IB-73002 | Cales Coves (Alaior)                    |
| Cala en Porter                                                                            | Sable, urbain             | 150 × 200              | Alaior 39° 52′ 16″ N, 4° 07′ 56″ E                          | PL-IB-73001 | Cala en Porter (Alaior)                 |
| Cala de Sant Llorenç                                                                      | Gravier, naturel          |                        | Alaior 39° 52′ 59″ N, 4° 05′ 38″ E                          | PL-IB-73004 |                                         |
| Cala Llucalari                                                                            | Sable, naturel            |                        | Alaior 39° 53′ 28″ N, 4° 04′ 55″ E                          | PL-IB-73005 | Cala Llucalari (Alaior)                 |
| Son Bou o platges de Son Bou                                                              | Sable, semiurbain         | 2.400 × 120            | Alaior 39° 54′ 06″ N, 4° 04′ 03″ E                          | PL-IB-73003 | Son Bou (Alaior)                        |
| Platja d'Atalis, Atàlix o Talis                                                           | Sable, naturel            | 10 × 1                 | Es Migjorn Gran 39° 54′ 39″ N, 4° 02′ 49″ E                 | PL-IB-74901 |                                         |
| Platja de Sant Tomàs                                                                      | Sable, urbain             | 750 × 43               | Es Migjorn Gran 39° 54′ 49″ N, 4° 02′ 29″ E                 | PL-IB-74902 | Platja de Sant Tomàs (es Migjorn Gran)  |
| Platja de Binicodrell o Sant Adeodat                                                      | Sable, urbain             | 490 × 27               | Es Migjorn Gran 39° 55′ 00″ N, 4° 02′ 03″ E                 | PL-IB-74903 | Platja de Binicodrell (es Migjorn Gran) |
| Platja de Binigaus                                                                        | Sable, naturel protégé    | 1.150 × 44             | Es Migjorn Gran 39° 55′ 10″ N, 4° 01′ 39″ E                 | PL-IB-74904 | Platja de Binigaus (es Migjorn Gran)    |
| Cala Escorxada                                                                            | Sable, naturel            | 100 × 30               | Es Migjorn Gran 39° 55′ 32″ N, 4° 00′ 15″ E                 | PL-IB-74905 | Cala Escorxada (es Migjorn Gran)        |
| Cala Fustam                                                                               | Sable, naturel            | 100 × 30               | Es Migjorn Gran 39° 55′ 34″ N, 4° 00′ 03″ E                 | PL-IB-74906 | Cala Fustam (es Migjorn Gran)           |
| Cala Trebalúger                                                                           | Sable, naturel            | 175 × 40               | Es Migjorn Gran 39° 55′ 53″ N, 3° 59′ 21″ E                 | PL-IB-74907 | Cala Trebalúger (es Migjorn Gran)       |
| Cala Mitjana i Cala Mitjaneta                                                             | Sable, naturel protégé    | 100 × 140              | Ferreries 39° 56′ 04″ N, 3° 58′ 22″ E                       | PL-IB-75002 | Cala Mitjana (Ferreries)                |
| Cala Galdana o Cala Santa Galdana                                                         | Sable, semiurbain         | 450 × 45               | Ferreries 39° 56′ 16″ N, 3° 57′ 38″ E                       | PL-IB-75003 | Cala Galdana (Ferreries)                |
| Platja de Macarella o Cala Macarella                                                      | Sable, naturel protégé    | 140 × 40               | Ciutadella Macarella 39° 56′ 19″ N, 3° 56′ 14″ E            | PL-IB-76002 | Platja de Macarella (Ciutadella)        |
| Platja de Macarelleta                                                                     | Sable, naturel protégé    | 20 × 40                | Ciutadella Macarella 39° 56′ 10″ N, 3° 56′ 05″ E            | PL-IB-76003 | Platja de Macarelleta (Ciutadella)      |
| Cala en Turqueta                                                                          | Sable, naturel protégé    | 110 × 25               | Ciutadella 39° 55′ 56″ N, 3° 54′ 55″ E                      | PL-IB-76004 | Cala en Turqueta (Ciutadella)           |
| Platja des Talaier o Cala des Talaier                                                     | Sable, naturel protégé    | 50 × 80                | Ciutadella 39° 55′ 36″ N, 3° 54′ 10″ E                      | PL-IB-76005 | Platja des Talaier (Ciutadella)         |
| Platja de Son Saura, Bellavista o Platja de Llevant de Son Saura                          | Sable, naturel protégé    | 310 × 40               | Ciutadella Platges de Son Saura 39° 55′ 37″ N, 3° 53′ 49″ E | PL-IB-76006 |                                         |
| Platja des Banyuls o Platja de Ponent de Son Saura                                        | Sable, naturel            | 200 × 40               | Ciutadella Platges de Son Saura 39° 55′ 40″ N, 3° 53′ 32″ E | PL-IB-76007 |                                         |
| Platja de Son Xoriguer i platja de Son Aparats                                            | Sable, urbain             | 130 × 25               | Ciutadella 39° 55′ 33″ N, 3° 50′ 34″ E                      | PL-IB-76008 |                                         |
| Cala en Bosc o Cala en Bosch                                                              | Sable, urbain             | 80 × 80                | Ciutadella 39° 55′ 35″ N, 3° 50′ 15″ E                      | PL-IB-76009 |                                         |
| Cala Blanca                                                                               | Sable, semiurbain         | 40 × 150               | Ciutadella 39° 58′ 04″ N, 3° 50′ 10″ E                      | PL-IB-76010 |                                         |
| Platja de Santandria o Cala Santandria                                                    | Sable, urbain             | 110 × 25               | Ciutadella 39° 58′ 40″ N, 3° 50′ 21″ E                      | PL-IB-76011 |                                         |
| Sa Caleta i Caleta d'en Gorrias                                                           | Sable, semiurbain         | 60 × 15                | Ciutadella 39° 58′ 54″ N, 3° 50′ 04″ E                      | PL-IB-76012 | Sa Caleta (Ciutadella)                  |
| Cala des Degollador o sa Platja Gran                                                      | Sable, urbain             | 30 × 35                | Ciutadella 39° 59′ 39″ N, 3° 50′ 09″ E                      | PL-IB-76013 |                                         |
| Cala en Blanes                                                                            | Sable, urbain             | 30 × 42                | Ciutadella 40° 00′ 03″ N, 3° 48′ 48″ E                      | PL-IB-76014 |                                         |
| Cala en Brut                                                                              | Rochers, urbain           | 75 × 4                 | Ciutadella 40° 00′ 05″ N, 3° 48′ 22″ E                      | PL-IB-76015 | Cala en Brut (Ciutadella)               |
| Cala en Forcat                                                                            | Sable, urbain             | 25 × 13                | Ciutadella 39° 59′ 58″ N, 3° 47′ 59″ E                      | PL-IB-76016 |                                         |
| Cales Piques                                                                              | Sable, urbain             | 20 × 25                | Ciutadella 40° 00′ 13″ N, 3° 47′ 54″ E                      | PL-IB-76017 |                                         |
| Cala es Pous, Cales Pous o Cala Pous                                                      | Galets, naturel           | 5 × 10                 | Ciutadella 40° 03′ 01″ N, 3° 49′ 35″ E                      | PL-IB-76018 |                                         |
| Cala es Morts, Cala Morts o Cala en Morts                                                 | Galets, naturel           | 9 × 18                 | Ciutadella 40° 02′ 58″ N, 3° 49′ 50″ E                      | PL-IB-76019 |                                         |
| Cala Morell                                                                               | Sable, semiurbain protégé | 200 × 75               | Ciutadella 40° 03′ 11″ N, 3° 52′ 57″ E                      | PL-IB-76020 | Cala Morell (Ciutadella)                |
| Platja de ses Fontanelles o Cala Fontanelles                                              | Sable, naturel protégé    | 60 × 12                | Ciutadella Cala d'Algaiarens 40° 02′ 47″ N, 3° 54′ 53″ E    | PL-IB-76021 |                                         |
| Platja des Tancats o Platja d'Algaiarens                                                  | Sable, naturel protégé    | 440 × 40               | Ciutadella Cala d'Algaiarens 40° 02′ 46″ N, 3° 55′ 21″ E    | PL-IB-76022 | Platja des Tancats (Ciutadella)         |
| Platja des Bot                                                                            | Sable, naturel            | 150 × 70               | Ciutadella Cala d'Algaiarens 40° 02′ 59″ N, 3° 55′ 28″ E    | PL-IB-76023 | Platja des Bot (Ciutadella)             |
| Cala Carbó                                                                                | Galets, naturel protégé   | 220 × 55               | Ciutadella 40° 03′ 30″ N, 3° 55′ 53″ E                      | PL-IB-76024 |                                         |
| Cala del Pilar                                                                            | Sable, naturel protégé    | 250 × 40               | Ciutadella 40° 03′ 03″ N, 3° 58′ 42″ E                      | PL-IB-76001 | Cala del Pilar (Ciutadella)             |
| Ets Alocs                                                                                 | Galets, naturel protégé   | 60 × 70                | Ferreries 40° 03′ 08″ N, 3° 59′ 15″ E                       | PL-IB-75001 | Ets Alocs (Ferreries)                   |
| Cala Calderer o Cala en Calderer                                                          |                           |                        | Es Mercadal 40° 03′ 19″ N, 4° 00′ 58″ E                     | PL-IB-74001 |                                         |
| Cala Barril                                                                               |                           |                        | Es Mercadal 40° 03′ 44″ N, 4° 01′ 43″ E                     | PL-IB-74002 |                                         |
| Cala Pregonda i Platja de s'Alairó                                                        |                           |                        | Es Mercadal 40° 03′ 25″ N, 4° 02′ 26″ E                     | PL-IB-74003 | Cala Pregonda (es Mercadal)             |
| Platja de Binimel·là                                                                      | Sable, naturel protégé    | 400 × 55               | Es Mercadal 40° 03′ 06″ N, 4° 03′ 11″ E                     | PL-IB-74004 | Platja de Binimel·là (es Mercadal)      |
| Cala Mica                                                                                 |                           |                        | Es Mercadal 40° 03′ 22″ N, 4° 03′ 57″ E                     | PL-IB-74005 | Cala Mica (es Mercadal)                 |
| Es Macar de Ferragut o ses Pesqueres                                                      |                           |                        | Es Mercadal 40° 03′ 30″ N, 4° 04′ 14″ E                     | PL-IB-7400  |                                         |
| Platja de Cavalleria i platja de Ferragut                                                 | Sable, naturel            | 450 × 22               | Es Mercadal 40° 03′ 33″ N, 4° 04′ 33″ E                     | PL-IB-74006 | Platja de Cavalleria (es Mercadal)      |
| Cala Torta                                                                                |                           |                        | Es Mercadal 40° 04′ 00″ N, 4° 04′ 44″ E                     | PL-IB-74008 |                                         |
| Cala Viola o Cala Viola de Ponent                                                         |                           |                        | Es Mercadal 40° 04′ 34″ N, 4° 05′ 27″ E                     | PL-IB-74009 |                                         |
| Cala Tirant o Sablel de Tirant                                                            | Sable, semiurbain protégé | 570 × 90               | Es Mercadal 40° 02′ 39″ N, 4° 06′ 20″ E                     | PL-IB-74011 | Cala Tirant (es Mercadal)               |
| Ses Salines o Platja Rodona                                                               |                           |                        | Es Mercadal Badia de Fornells 40° 02′ 27″ N, 4° 07′ 27″ E   | PL-IB-74015 |                                         |
| Platja es Pou de sa Bufereta                                                              |                           |                        | Es Mercadal Badia de Fornells 40° 02′ 55″ N, 4° 08′ 33″ E   | PL-IB-74016 |                                         |
| Macar d'en Tosqueta i Cala en Tosqueta                                                    |                           |                        | Es Mercadal 40° 03′ 29″ N, 4° 09′ 53″ E                     | PL-IB-74019 |                                         |
| Cala Pudenta o Cala Pudent: Macar de Cala Pudenta i es Maresos                            |                           |                        | Es Mercadal 40° 02′ 30″ N, 4° 09′ 34″ E                     | PL-IB-7402  | Cala Pudenta (es Mercadal)              |
| Sablel de Son Saura, Sablel de s'Olla de Son Saura, Sablel de s'Olla o Platja de Son Parc | Sable, semiurbain protégé | 330 × 60               | Es Mercadal 40° 01′ 59″ N, 4° 09′ 43″ E                     | PL-IB-74020 | Sablel de Son Saura (es Mercadal)       |
| Sablel d'en Castell o Sablel des Castell                                                  | Sable, semiurbain         | 650 × 20               | Es Mercadal 40° 01′ 19″ N, 4° 11′ 00″ E                     | PL-IB-74022 |                                         |
| Na Macaret                                                                                | Sable, urbain             | 50 × 20                | Es Mercadal 40° 00′ 58″ N, 4° 12′ 02″ E                     | PL-IB-74023 | Na Macaret (es Mercadal)                |
| Cala Presili o Platja de Capifort                                                         |                           |                        | Maó 39° 59′ 33″ N, 4° 15′ 17″ E                             | PL-IB-70105 |                                         |
| Platja d'en Tortuga i Sablel de Morella Nou                                               |                           |                        | Maó 39° 59′ 17″ N, 4° 15′ 20″ E                             | PL-IB-70106 | Platja d'en Tortuga (Maó)               |
| Cala Morella Nou                                                                          |                           |                        | Maó 39° 58′ 57″ N, 4° 15′ 30″ E                             | PL-IB-70107 |                                         |
| Cala en Cavaller                                                                          |                           |                        | Maó 39° 58′ 44″ N, 4° 15′ 33″ E                             | PL-IB-70108 | Cala en Cavaller (Maó)                  |
| Cala de sa Torreta: Cala Rambles, Caló de sa Torreta i Mames Primes                       |                           |                        | Maó 39° 57′ 49″ N, 4° 15′ 22″ E                             | PL-IB-70109 | Cala de sa Torreta (Maó)                |
| Cala dels Tamarells o Platja dels Tamarells: Tamarells del Nord i Tamarells del Sud       |                           |                        | Maó 39° 57′ 33″ N, 4° 15′ 46″ E                             | PL-IB-70110 | Cala de sa Torreta (Maó)                |
| Platja des Grau i Bol Llang                                                               | Sable, urbain protégé     | 590 × 35               | Maó 39° 57′ 02″ N, 4° 15′ 52″ E                             | PL-IB-70101 |                                         |
| Sablel de sa Mesquida                                                                     | Sable, urbain             | 300 × 50               | Maó Cala Mesquida 39° 54′ 57″ N, 4° 17′ 11″ E               | PL-IB-70102 | Sablel de sa Mesquida (Maó)             |